# Karst en Yesos de Sorbas
Karst en Yesos de Sorbas este o arie protejată (arie specială de conservare — SAC, sit de importanță comunitară — SCI, arie de protecție specială avifaunistică — SPA) din Spania întinsă pe o suprafață de 2.317,76 ha, integral pe uscat.

## Localizare
Centrul sitului Karst en Yesos de Sorbas este situat la coordonatele 37°06′02″N 2°04′17″W / 37.1005°N 2.0713°V.

## Înființare
Situl Karst en Yesos de Sorbas a fost declarat sit de importanță comunitară în decembrie 1997 pentru a proteja 2 specii de plante și 25 de specii de animale. Alte tipuri de protecție:
- arie de protecție specială avifaunistică (în octombrie 2002)[4]
- arie specială de conservare (în noiembrie 2016)[3][5][6]

## Biodiversitate
Situată în ecoregiunea mediteraneană, aria protejată conține 14 habitate naturale: Tufărișuri halo-nitrofile (Pegano-Salsoletea), Pajiști umede mediteraneene cu ierburi înalte de Molinio-Holoschoenion, Râuri mediteraneene cu debit intermitent, cu specii de Paspalo-Agrostidion, Tufărișuri termo-mediteraneene și de pre-deșert, Stepe sărăturate mediteraneene (Limonietalia), Izvoare petrifiante cu formare de travertin (Cratoneurion), Galerii și tufărișuri riverane sudice (Nerio-Tamaricetea și Securinegion tinctoriae), Pășuni mediteraneene udate de apa mării (Juncetalia maritimi), Tufărișuri halofile mediteraneene și termo-atlantice (Sarcocornetea fruticosi), Pseudostepă cu ierburi și specii anuale de Thero-Brachypodietea, Salicornia și alte specii anuale care populează regiunile mlăștinoase și nisipoase, Matorral arborescenți cu Zyziphus, Vegetație gipsofilă iberică (Gypsophiletalia), Râuri mediteraneene cu debit permanent și vegetație de Glaucium flavum.
La baza desemnării sitului se află mai multe specii protejate:
- plante (2): Helianthemum alypoides, Teucrium turredanum
- păsări (19): Aquila fasciata, buha (Bubo bubo), Bucanetes githagineus, pasărea ogorului (Burhinus oedicnemus), ciocârlie-cu-degete-scurte (Calandrella brachydactyla), Chersophilus duponti, dumbrăveancă (Coracias garrulus), vânturel roșu (Falco tinnunculus), ciocârlan (Galerida cristata), Galerida theklae, prigoare (Merops apiaster), muscar sur (Muscicapa striata), pietrar mediteranean (Oenanthe hispanica), Oenanthe leucura, mărăcinar negru (Saxicola torquatus), Sylvia conspicillata, silvie de tufiș (Sylvia undata), pănțărușul (Troglodytes troglodytes), pupăză (Upupa epops)
- mamifere (4): liliac cu aripi lungi (Miniopterus schreibersii), liliacul mediteranean cu potcoavă (Rhinolophus euryale), liliacul mare cu potcoavă (Rhinolophus ferrumequinum), liliacul mic cu potcoavă (Rhinolophus hipposideros)
- reptile (2): Mauremys leprosa, Testudo graeca

Pe lângă speciile protejate, pe teritoriul sitului au mai fost identificate 10 specii de plante, 26 de specii de păsări, 3 specii de amfibieni, 4 specii de mamifere, 4 specii de nevertebrate, 7 specii de reptile.